# Джон Халас
Джон Халас (на английски: John Halas; с рождено име: Янош Халас) е британски продуцент, аниматор. Роден е на 16 април 1912 г. в Будапеща, Австро-Унгария. Заедно с Гюла Мачаши (познат от художественото студио на Шандор Бортник Баухаус, Мюхели) и Феликс Касовиц, Халас съосновава първото анимационно студио в Унгария, Coloriton, през 1932 г. Coloriton съществува в продължение на 4 години, произвеждайки висококачествени промоционални анимации за телевизия и кино, включително Boldog király kincse („Съкровището на радостния крал“). Халас учи занаята си при Джордж Пал, но стартира собствената си кариера през 1934 г. и две години по-късно се премества в Англия, където през 1940 г., заедно със съпругата си Джой Бачелор, основава „Халас и Бачелор“.
През годините те правят над 70 кратки сюжета по време на Втората световна война, използвайки пропагандата от времето. Техен най-известен филм е „Фермата на животните“ (1954), който е първият пълнометражен анимационен филм, направен във Великобритания. Те също продуцират редица анимационни телевизионни сериали, включително Foo Foo и Snip and Snap (1960) и известния музикален видеоклип Love Is All от Роджър Глоувър. През 1990 г. Халас получава награда за цялостно творчество на Световния фестивал на анимационния филм – Animafest Zagreb. Умира на 21 януари 1995 г. на 82 години в Лондон, Англия.